# Rumex
Rumex (acedera) es un género de plantas dicotiledóneas de la familia Polygonaceae, familia  que, junto con el género Polygonum, proporciona el 90 % de especies. Incluye a unas 120 especies aceptadas, si bien la sinonimia complica su nomenclatura. El género incluye a R. bucephalophorus, especie muy común, y otras tan populares como las romazas y  vinagretas (o vinagreras) (R. scutatus y R. induratus), que son empleadas como ensalada. 

## Etimología
Del Latín rŭmex, rumǐcis, ya recogido en Plinio el Viejo para designar el género en su época (quod... appellant,  nostri vero rumicem, alii lapathum canterinum - que nosotros [los latinos] llamamos rumex, y otros lapathum canterinum) (XX, 85).

## Especies
- Rumex acetosa L.
  - Rumex acetosa ssp. acetosa
  - Rumex acetosa ssp. ambiguus
  - Rumex acetosa ssp. arifolius
  - Rumex acetosa ssp. hibernicus
  - Rumex acetosa ssp. hirtulus
  - Rumex acetosa ssp. vinealis
- Rumex acetosella Holl ex Meisn.
  - Rumex acetosella ssp. acetosella
  - Rumex acetosella ssp. acetoselloides
  - Rumex acetosella ssp. multifidus
  - Rumex acetosella ssp. pyrenaicus

- Rumex × acutus Fries ex Meisn.
- Rumex aegyptiacus Balb. ex Meisn.
- Rumex afromontanus T.C.E.Fr.
- Rumex albescens Hillebr.
- Rumex × alexidis B.Boivin

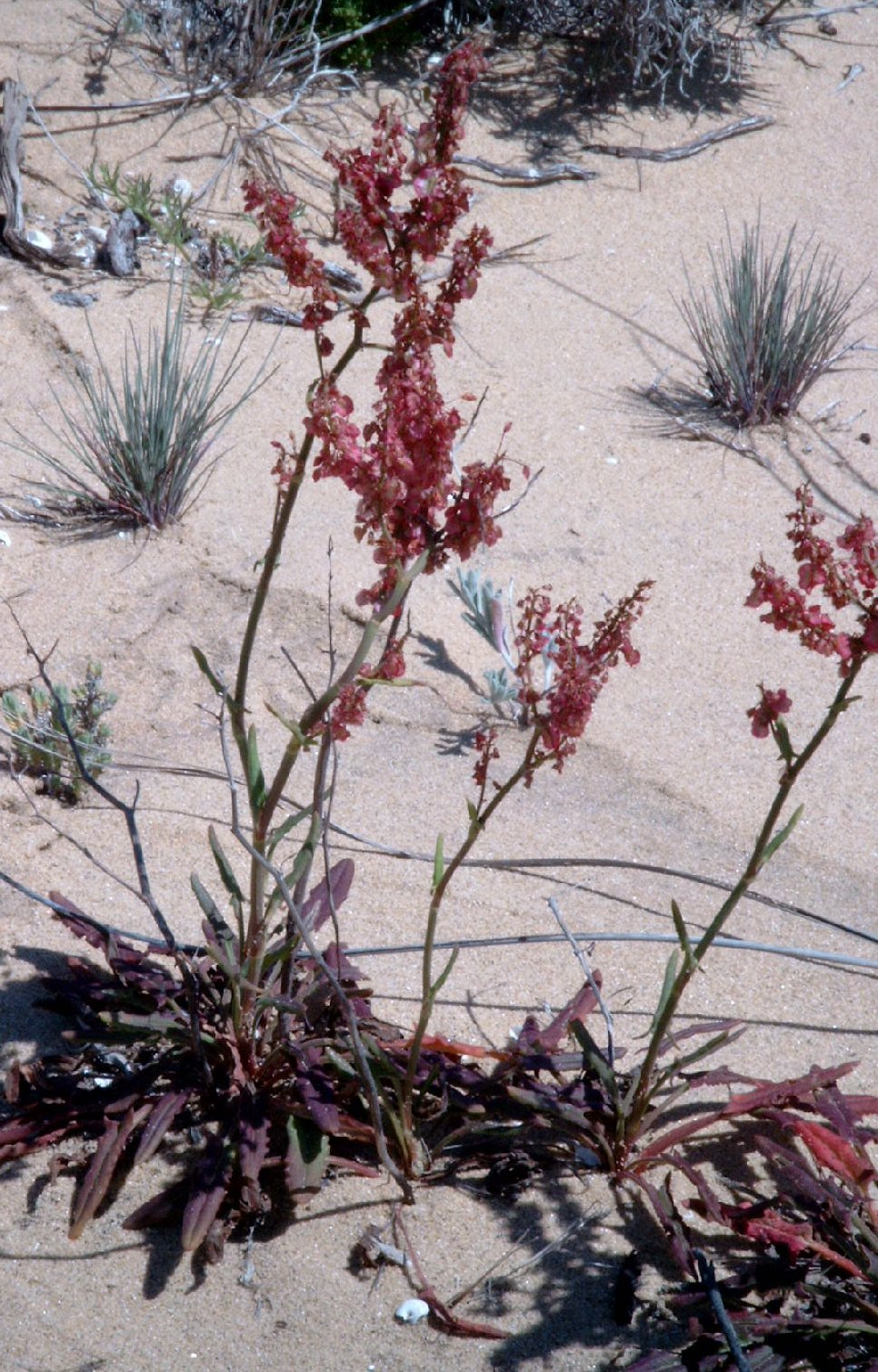
Rumex acetosa

- Rumex algeriensis Barratte & Murb. ex Murb.
- Rumex alpestris Jacq.
- Rumex alpinus (L.) Gand.

- Rumex altissimus Wood
- Rumex alveolatus Losinsk.
- Rumex americanus Campd.
- Rumex angiocarpus Murb.
- Rumex aquaticus Sm.
  - Rumex aquaticus ssp. aquaticus

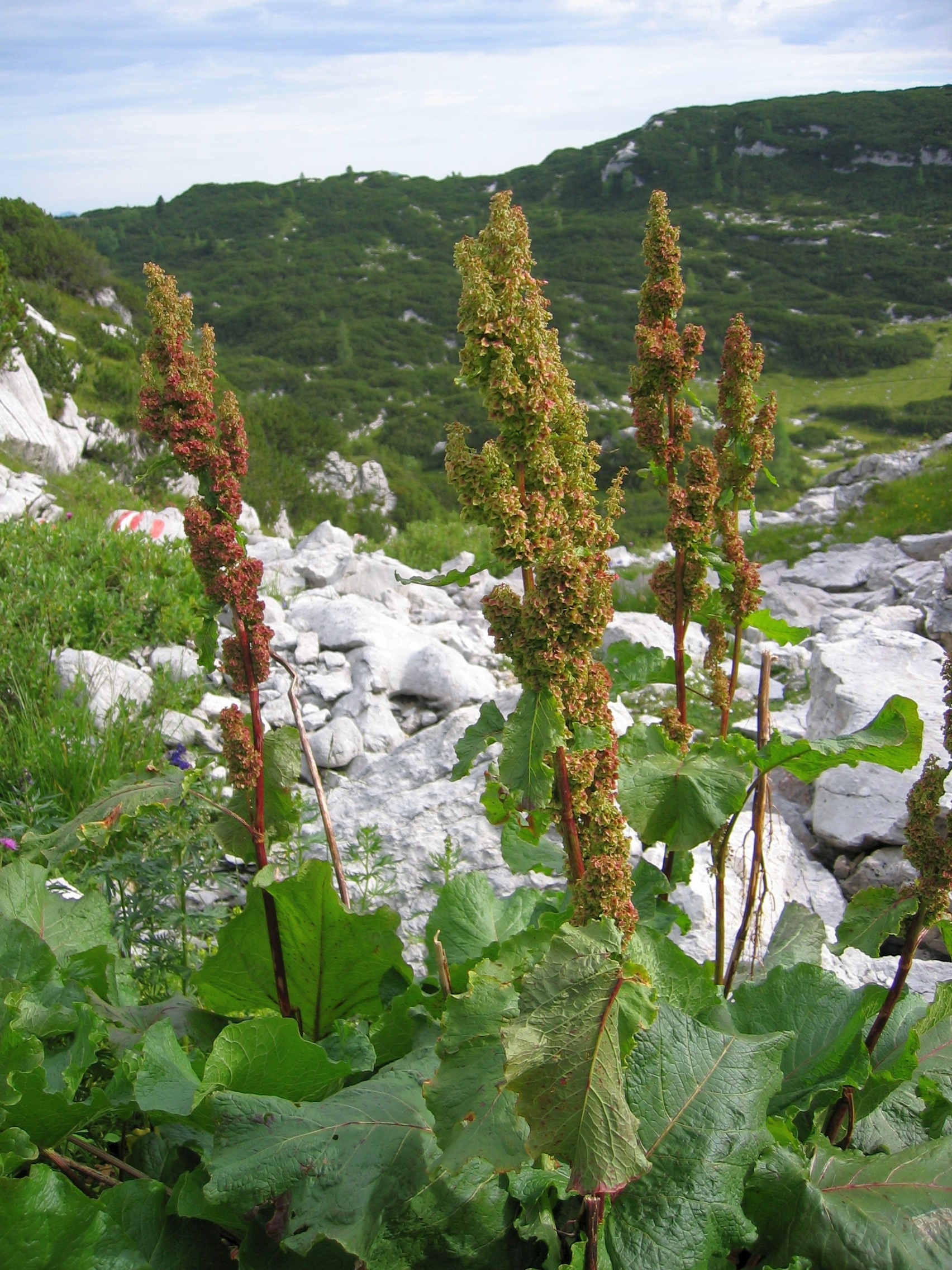
Rumex alpinus

  - Rumex aquaticus ssp. arcticus (Trautv.) Hiitonen
  - Rumex aquaticus ssp. protractus
- Rumex aquaticus × longifolius
- Rumex aquitanicus Rech.
- Rumex arcticus (=Rumex aquaticus subsp. arcticus)
- Rumex arenarius Poepp. ex Endl.
- Rumex arifolius
- Rumex auriculatus (Wallr.) H.Lindb.
- Rumex azoricus Rech.f.
- Rumex balcanicus
- Rumex beringensis
- Rumex bipinnatus

- Rumex brownei
- Rumex brownii
- Rumex bucephalophorus

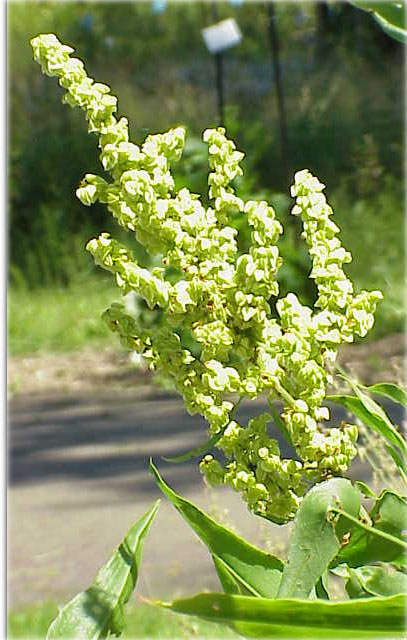
Rumex britannica

  - Rumex bucephalophorus subsp. bucephalophorus
  - Rumex bucephalophorus subsp. aegaeus
  - Rumex bucephalophorus subsp. canariensis
  - Rumex bucephalophorus subsp. gallicus
  - Rumex bucephalophorus subsp. hispanicus
  - Rumex bucephalophorus var. aegaeus
  - Rumex bucephalophorus var. subaegaeus
- Rumex chrysocarpus
- Rumex confertus
- Rumex x confusus
- Rumex conglomeratus
- Rumex costaricensis
- Rumex crispus
  - Rumex crispus subsp. crispus
  - Rumex crispus subsp. littoreus
  - Rumex crispus subsp. uliginosus
- Rumex crispus x confertus
- Rumex crispus x longifolius

- Rumex crispus x obtusifolius
- Rumex crispus x patientia
- Rumex crispus x pulcher
- Rumex cristatus: Greek Dock
  - Rumex cristatus subsp. cristatus
  - Rumex cristatus subsp. kerneri
- Rumex crystallinus
- Rumex densiflorus
- Rumex dentatus
  - Rumex dentatus subsp. dentatus
  - Rumex dentatus subsp. halacsyi

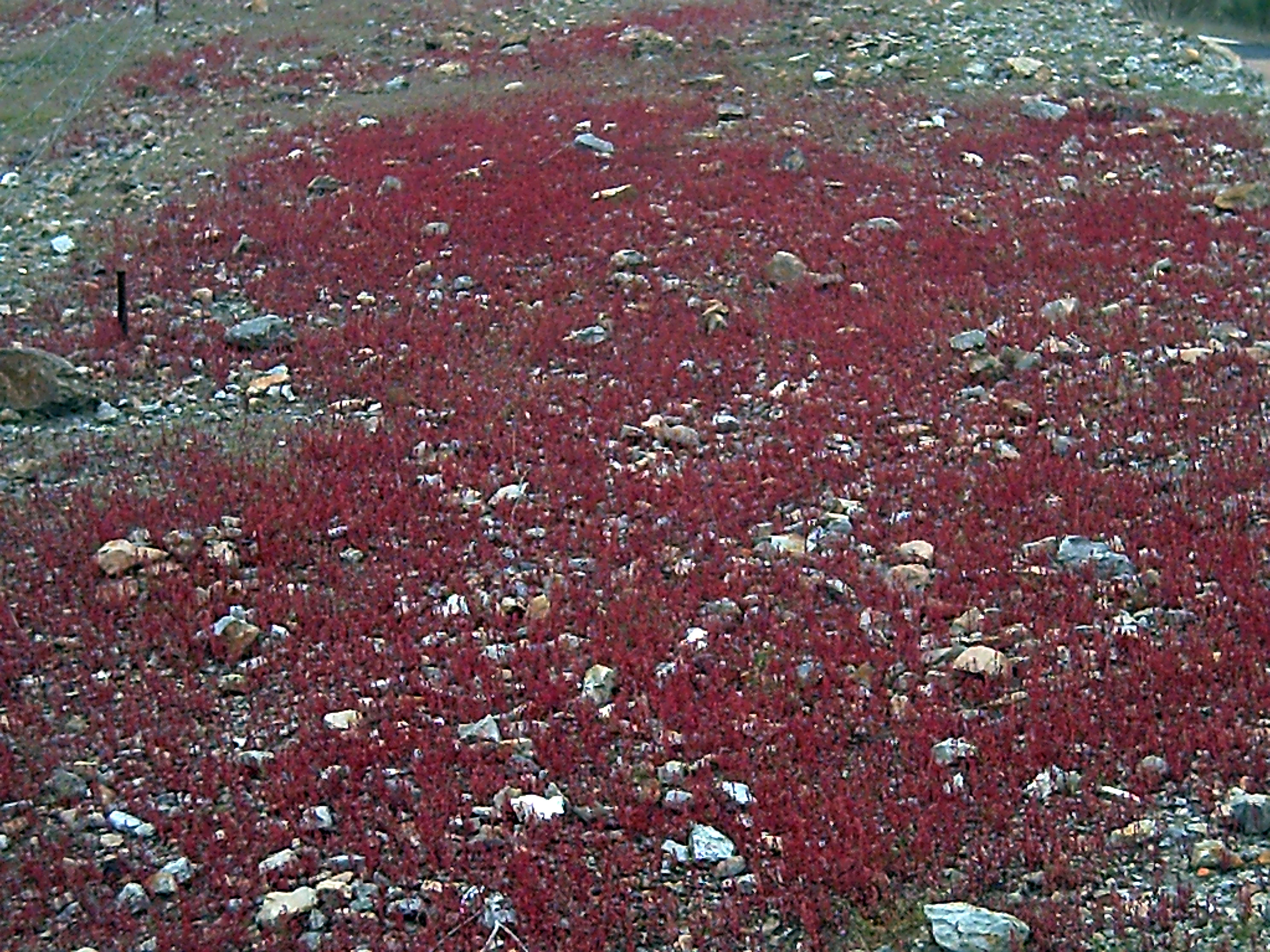
Rumex bucephalophorus, hábito

  - Rumex dentatus subsp. reticulatus
- Rumex diclinis
- Rumex digynus
- Rumex dimidiatus
- Rumex dimorphophyllus
- Rumex x dissimilis
- Rumex x dobrogensis
- Rumex x dolosus
- Rumex dregeanus
- Rumex drobovii
- Rumex drummondii
- Rumex × dufftii
- Rumex dumosiformis
- Rumex dumosus
  - Rumex dumosus var. dumosus
- Rumex × dumulosus
- Rumex durispissimus
- Rumex ecklonianus
- Rumex ecuadoriensis
- Rumex elbrusensis
- Rumex ellenbeckii
- Rumex engelmanni
- Rumex ephedroides
- Rumex erosus
- Rumex x erubescens
- Rumex erythrocarpus
- Rumex esquirolii
- Rumex euxinus
- Rumex evenkiensis
- Rumex x exspectatus
- Rumex x fallacinus
- Rumex fascicularis
- Rumex fascilobus
  - Rumex fenestratus subsp. puberulus
- Rumex fimbriatus
- Rumex x finitimus
- Rumex flexicaulis
- Rumex flexuosiformis
- Rumex flexuosus
- Rumex foliosus
- Rumex fontano-paludosus
- Rumex foveolatus
- Rumex x franktonis
- Rumex fraternus
- Rumex fringillimontanus
- Rumex frutescens
- Rumex fueginus
  - Rumex fueginus var. brachythrix
  - Rumex fueginus var. ovato-cordatus
  - Rumex fueginus var. tanythrix
  - Rumex fueginus var. typicus
- Rumex gamsii
- Rumex gangotrianus
- Rumex gieshueblensis
- Rumex giganteus
- Rumex ginii
- Rumex gmelini
- Rumex gmelinii var. latus
- Rumex gombae
- Rumex gracilescens
- Rumex gracilipes
- Rumex graminifolius
- Rumex granulosus
- Rumex x griffithii
- Rumex x grintzescui
- Rumex gussonii
- Rumex x gusuleacii
- Rumex hadmocarpus
- Rumex halophilus
- Rumex hararensis
- Rumex hasslerianus
- Rumex hastatulus
- Rumex hastatus
- Rumex hayekii
- Rumex hazslinszkyanus
- Rumex x heimerlii
- Rumex hellenicus
- Rumex henrardi
- Rumex hesperius
- Rumex × heteranthos
- Rumex heterophylus
- Rumex hexagynus
- Rumex hippiatricus
- Rumex hirsutus
- Rumex horizontalis
- Rumex hoschedei
- Rumex hostilis
- Rumex hultenii
- Rumex hungaricus
- Rumex x hybridus
- Rumex hydrolapathum
- Rumex hymenosepalus
- Rumex x impurus
- Rumex inconspicuus
- Rumex induratus
- Rumex integer
- Rumex integrifolia
- Rumex x intercedens
- Rumex intermedius
  - Rumex intermedius ssp. algarbiensis
  - Rumex intermedius ssp. lusitanicus
- Rumex interruptus
- Rumex x inundatus
- Rumex iseriensis
- Rumex jacutensis
- Rumex japonicus
- Rumex x johannis-moorei
- Rumex kamtshadalus
- Rumex kaschgaricus
- Rumex x kaschmirianus
- Rumex kerneri
- Rumex khekii
- Rumex x khorasanicus
- Rumex x knafii
- Rumex komarovii
- Rumex krausei
- Rumex lachanus
- Rumex lacustris
- Rumex lanceolatus
- Rumex langloisii
- Rumex lanuginosus
- Rumex lapponicus
- Rumex lanuginosus
- Rumex latifolius
- Rumex lativalvis
- Rumex leptocaulis
- Rumex leptophyllus
- Rumex limoniastrum
- Rumex linearis
- Rumex x lingulatus
- Rumex litoralis
- Rumex lonaczewskii
- Rumex longifolius
  - Rumex longifolius var. nanus
- Rumex longisetus
- Rumex lorentzianus
- Rumex x lousleyi
- Rumex ludovicianus
- Rumex lugdunensis
- Rumex lunaria
- Rumex luxurians
- Rumex x lycheanus
- Rumex maderensis
- Rumex magellanicus
  - Rumex magellanicus var. donatii
  - Rumex magellanicus var. dusenii
- Rumex maritimus

- Rumex marschallianus
- Rumex maximus
- Rumex megalophyllus
- Rumex meyeri
- Rumex × mezei
- Rumex microcarpus
- Rumex microdon
- Rumex x mirabilis
- Rumex mixtus
- Rumex moedlingensis
- Rumex x monistrolensis
- Rumex montanus
- Rumex monticola
- Rumex muelleri
- Rumex x munshii
- Rumex muretii
- Rumex muricatus
- Rumex x nankingensis
- Rumex natalensis
- Rumex neglectus
- Rumex nematopodus
- Rumex nemorosus
- Rumex nepalensis
- Rumex nervosus
- Rumex nevadensis
- Rumex nigricans
- Rumex nikkoensis
- Rumex nivalis
- Rumex oblongifolius
- Rumex obovatus
- Rumex obtusifolius

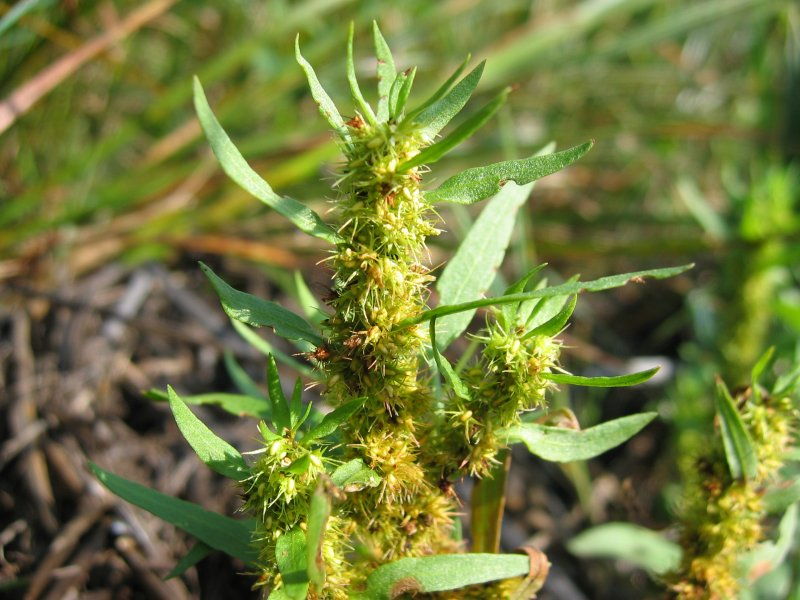
Rumex maritimus

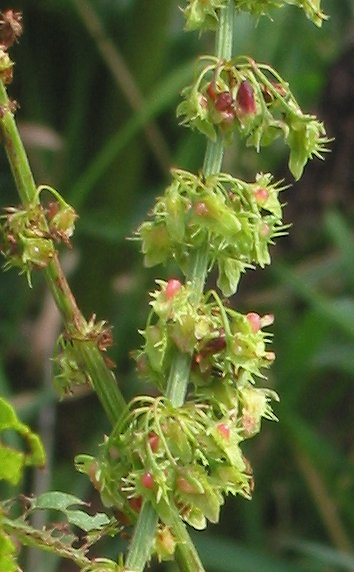
Rumex obtusifolius

- Rumex obtusifolius ssp. obtusifolius
- Rumex occidentalis
  - Rumex occidentalis var. perplexus
- Rumex occultans
- Rumex ochotensis
- Rumex orbiculatus
- Rumex orientalis
- Rumex orthoneurus
- Rumex x oryzetorum
- Rumex osswaldii
- Rumex oxysepalus
- Rumex x pakistanicus
- Rumex pallidus
- Rumex palustris
- Rumex x palustroides
- Rumex pamiricus
- Rumex x pannonicus
- Rumex papilio
- Rumex paraguayensis
- Rumex patagonicus
- Rumex patientia
- Rumex paucifolius
- Rumex peisonis
- Rumex peregrinus
- Rumex persicaris
- Rumex peruanus
- Rumex pictus
- Rumex pilatensis
- Rumex planivalvis
- Rumex polycarpus
- Rumex polygamus
- Rumex polyklonos
- Rumex polyrrhizus
- Rumex ponticus
- Rumex popovii
- Rumex praecox
- Rumex pratensis
- Rumex procerus
- Rumex x promiscuus
- Rumex x propinquus
- Rumex protractus
- Rumex pseudoalpinus
- Rumex pseudonatronatus
- Rumex x pseudopulcher
- Rumex pseudoscutatus
- Rumex pseudoxyria
- Rumex pulcher
  - Rumex pulcher ssp. divaricatus
  - Rumex pulcher ssp. pulcher
  - Rumex pulcher ssp. woodsii
- Rumex quarrei
- Rumex raulini
- Rumex rechingerianus
- Rumex rectinervius
- Rumex recurvatus
- Rumex x rhaeticus
- Rumex rhodesius
- Rumex x romanicus
- Rumex romassa - romaza de Chile[3]
- Rumex x rosemurphyae
- Rumex roseus
- Rumex rossicus
- Rumex rothschildianus
- Rumex rugosus (=Rumex acetosa)
- Rumex rupestris
- Rumex ruwenzoriensis
- Rumex sagittatus
- Rumex x sagorski
- Rumex salicetorum
- Rumex salicifolius
  - Rumex salicifolius ssp. angustivalvis
  - Rumex salicifolius var. denticulatus
  - Rumex salicifolius f. escallosus
  - Rumex salicifolius ssp. montigenitus
  - Rumex salicifolius var. nudivalvis
  - Rumex salicifolius var. oreolapathum
  - Rumex salicifolius var. triangularis
  - Rumex salicifolius var. trigranis
- Rumex salinus
- Rumex samuelssoni
- Rumex sanguineus
- Rumex sanninensis
- Rumex schimperi
- Rumex schischkinii
- Rumex x schmidtii
- Rumex x schreberi
- Rumex x schultzei
- Rumex scutatus
  - Rumex scutatus ssp. gallaecicus
- Rumex sellowianus
- Rumex semigraecus
- Rumex shultzii
- Rumex sibiricus
- Rumex similans
- Rumex x similatus
- Rumex simonkaianus
- Rumex simpliciflorus
- Rumex sinuatus
- Rumex x skofitzi
- Rumex skottsbergii
- Rumex songaricus
- Rumex x sorkhabadensis
- Rumex spathulatus
- Rumex spiralis
- Rumex spurius
- Rumex stenoglottis
- Rumex x stenophylloides
- Rumex stenophyllus (=Rumex acetosa)
- Rumex subalpinus
- Rumex subarcticus
- Rumex x subdubius
- Rumex subrotundus
- Rumex subtrilobus
- Rumex subvirescens
- Rumex suffruticosus
- Rumex suzukianus
- Rumex sylvaticus
- Rumex sylvestris
- Rumex x talaricus
- Rumex tenax
- Rumex tenellus
- Rumex thyrsoides

- Rumex tianschanicus
- Rumex tibeticus

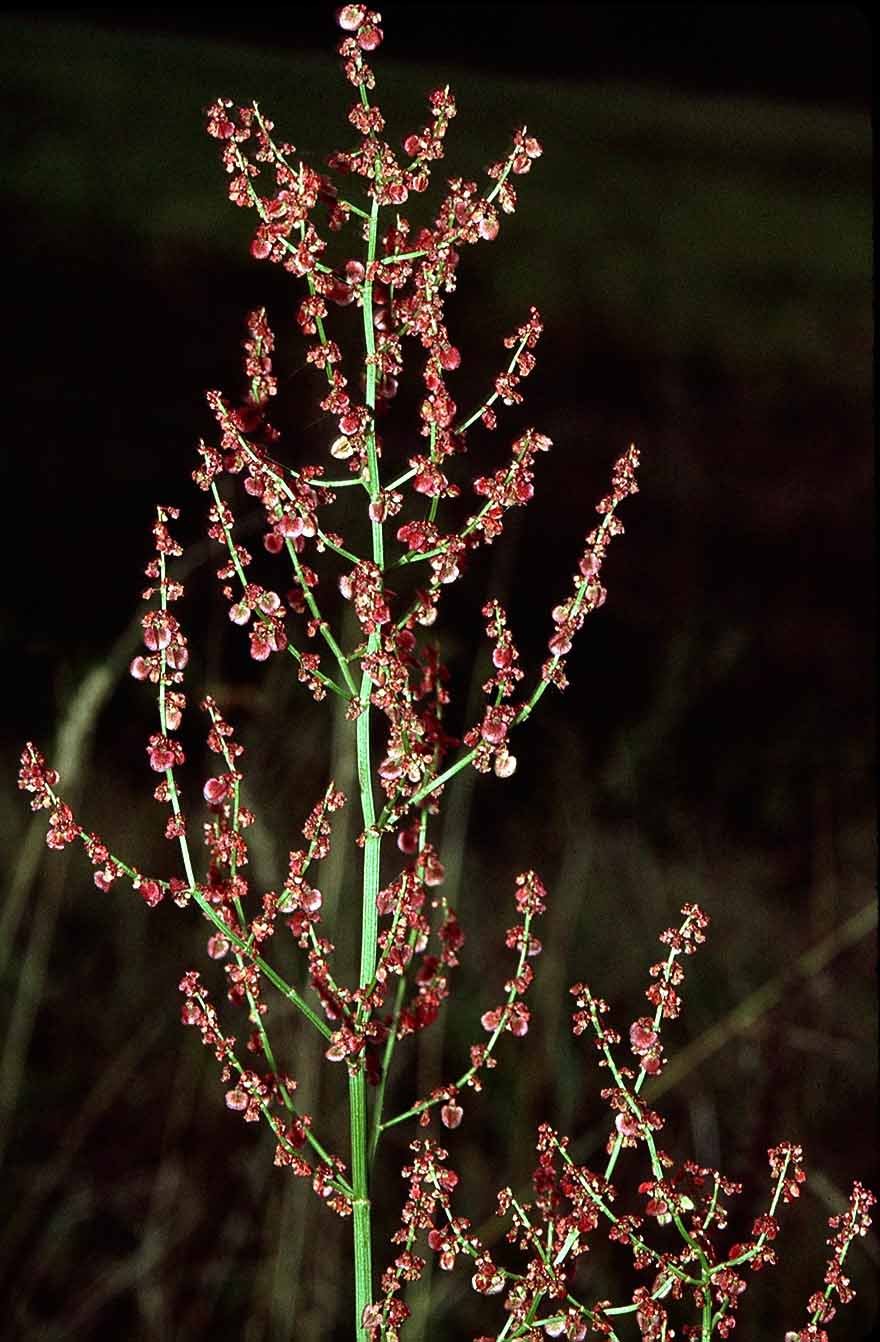
Rumex thyrsiflorus

- Rumex tingitanus - acedera de Tánger[3]

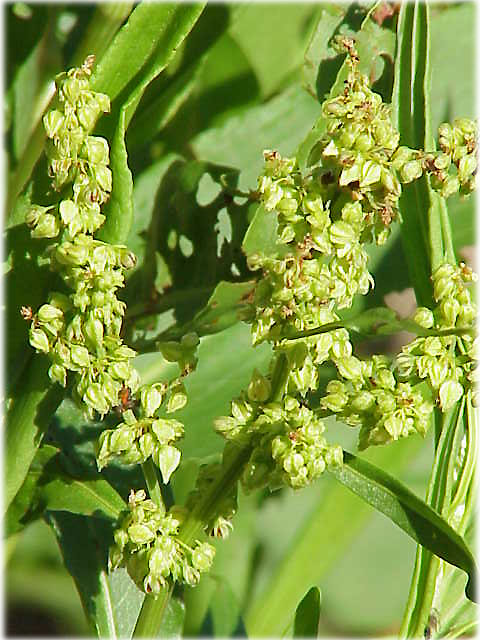
Rumex trianguivalvis

- Rumex tmoleus
- Rumex toepffieri
- Rumex tolimensis
- Rumex tomentellus
- Rumex × transbaicalicus
- Rumex triangularis
- Rumex triangulivalvis

- Rumex trifidus
- Rumex trinervius
- Rumex tuberosus
- Rumex tunetanus
- Rumex turcestanicus
- Rumex ucranicus
- Rumex x ujskensis
- Rumex x uludaghensis
- Rumex uncinulatus
- Rumex undulatus
- Rumex ursinus
- Rumex uruguayensis
- Rumex ussuriensis
- Rumex usticanus
- Rumex utahensis
- Rumex venosus
- Rumex verrietianus
- Rumex verticillatus
- Rumex vesceritensis
- Rumex vesicarius
- Rumex violascens
- Rumex wachteri
- Rumex x weberi
- Rumex × wildtianus
- Rumex woodii
- Rumex woodsii
- Rumex x wrightii
- Rumex × xenogenus
- Rumex yezoensis
- Rumex yungningensis
- Rumex zsakii